# Лофей
Лофей (англ. Laufey) — вигаданий персонаж, суперлиходій, що з'являється на сторінках коміксів, які були видані американським видавництвом Marvel Comics.
Зазвичай Лофей зображується ворогом короля Асґарду Одіна, батька бога грому Тора. Лофей — король над морозними велетнями, біологічний батько Локі, який є зведеним братом Тора.
Персонаж був вигаданий Стеном Лі та Джеком Кірбі та з'явився у коміксі «Journey into Mystery» #112 (січень 1965). Творці взяли за основу богиню Лаувею з германо-скандинавської міфології, яка була матір'ю Локі.
Колм Фіоре зобразив короля морозних велетнів у кіновсесвіті Marvel, а саме у фільмі «Тор» (2011).

## Історія публікації
Лофей вигаданий сценаристом Стеном Лі та художником Джеком Кірбі та з'явився у коміксі «Journey into Mystery» #112 (січень 1965).